# Generalissimo dell'Unione Sovietica
Generalissimo dell'Unione Sovietica (russo: Генералиссимус Советского Союза; translitterato: Generalissimus Sovetskogo Sojuza), è stato un grado militare, istituito il 27 giugno 1945, seguendo la tradizione dell'Esercito imperiale russo. Il grado venne concesso a Iosif Stalin dopo la seconda guerra mondiale, in riconoscimento del suo ruolo di direzione suprema delle forze armate sovietiche durante il conflitto; tuttavia, Stalin si rifiutò di approvare ufficialmente il rango, che sarebbe stato il più alto grado militare in Unione Sovietica.

## Storia
Questo grado militare venne istituito appositamente per Stalin. Il decreto del 26 giugno 1945 stabiliva infatti che la nuova "suprema carica militare" di "generalissimo dell'Unione Sovietica" sarebbe stata attribuita "per meriti particolarmente eminenti...nella direzione di tutte le forze armate dello stato in tempo di guerra"; solo Stalin, che aveva diretto tutto lo sforzo bellico sovietico dall'inizio alla fine, come ministro della Guerra, comandante supremo delle forze armate e presidente del Comitato Statale di Difesa, aveva i requisiti per ricevere un simile riconoscimento.
Tuttavia, secondo il biografo di Stalin Robert Service, Stalin rifiutò l'ostentazione di tale titolo, e chiese a Winston Churchill di continuare a riferirsi a lui come al maresciallo.
Stalin respinse anche qualsiasi tipo di distinzione tra il suo grado militare e quello di  maresciallo, e mantenne l'originale uniforme con i distintivi di grado di Maresciallo dell'Unione Sovietica uguale a quella degli altri marescialli sovietici.
La proposta di creazione del grado di Generalissimo dell'Unione Sovietica fu menzionata dopo la guerra, quando una bozza di decreto sui gradi militari sovietici era stata presentata a Stalin e al generale Andrej Chrulёv - direttore del Dipartimento Generale di Logistica - venne dato il compito di progettare la divisa da Generalissimo per Stalin da utilizzare nella parata per la vittoria il 9 maggio 1947. La divisa venne presentata a Stalin una settimana prima della parata.
Dopo averla esaminata, Stalin prese in mano il decreto sull'istituzione del grado di Generalissimo e dichiarò: "Non potrò mai firmare questo decreto. L'Armata Rossa sovietica ha come grado più alto quello di maresciallo." Da allora la questione dell'istituzione del nuovo grado non sarebbe mai stata nuovamente sollevata.
| Gradi delle Forze Armate dell'Unione Sovietica                                 | Gradi delle Forze Armate dell'Unione Sovietica                        | Gradi delle Forze Armate dell'Unione Sovietica |
| ------------------------------------------------------------------------------ | --------------------------------------------------------------------- | ---------------------------------------------- |
| grado inferiore: Maresciallo dell'Unione Sovietica (Маршал Советского Союза)   | Generalissimo dell'Unione Sovietica (Генералиссимус Советского Союза) | grado superiore: Nessuno                       |
| Ammiraglio della flotta dell'Unione Sovietica (Адмирал Флота Советского Союза) | Generalissimo dell'Unione Sovietica (Генералиссимус Советского Союза) | grado superiore: Nessuno                       |

## Insegne di grado

gallone di Generalissimo
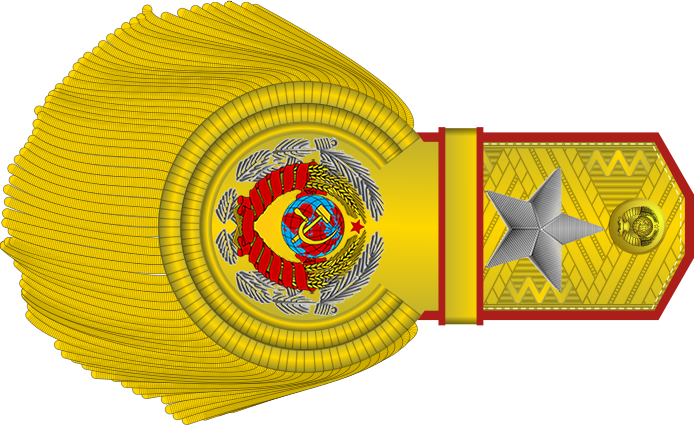
Variante 1
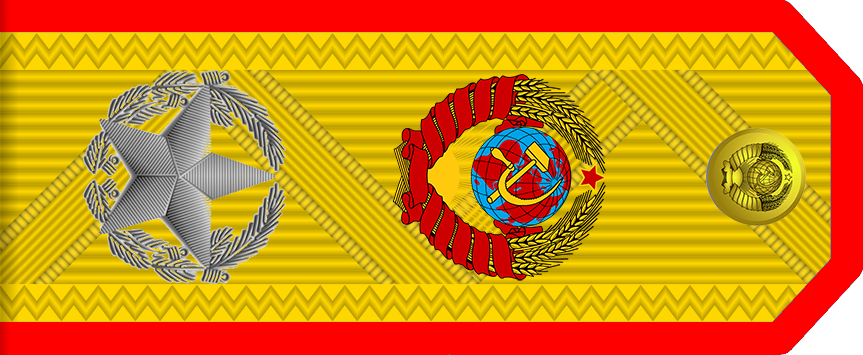
Variante 2
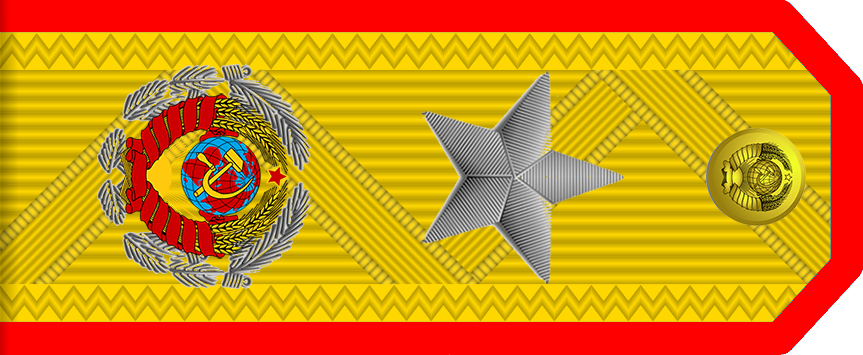
Variante 3
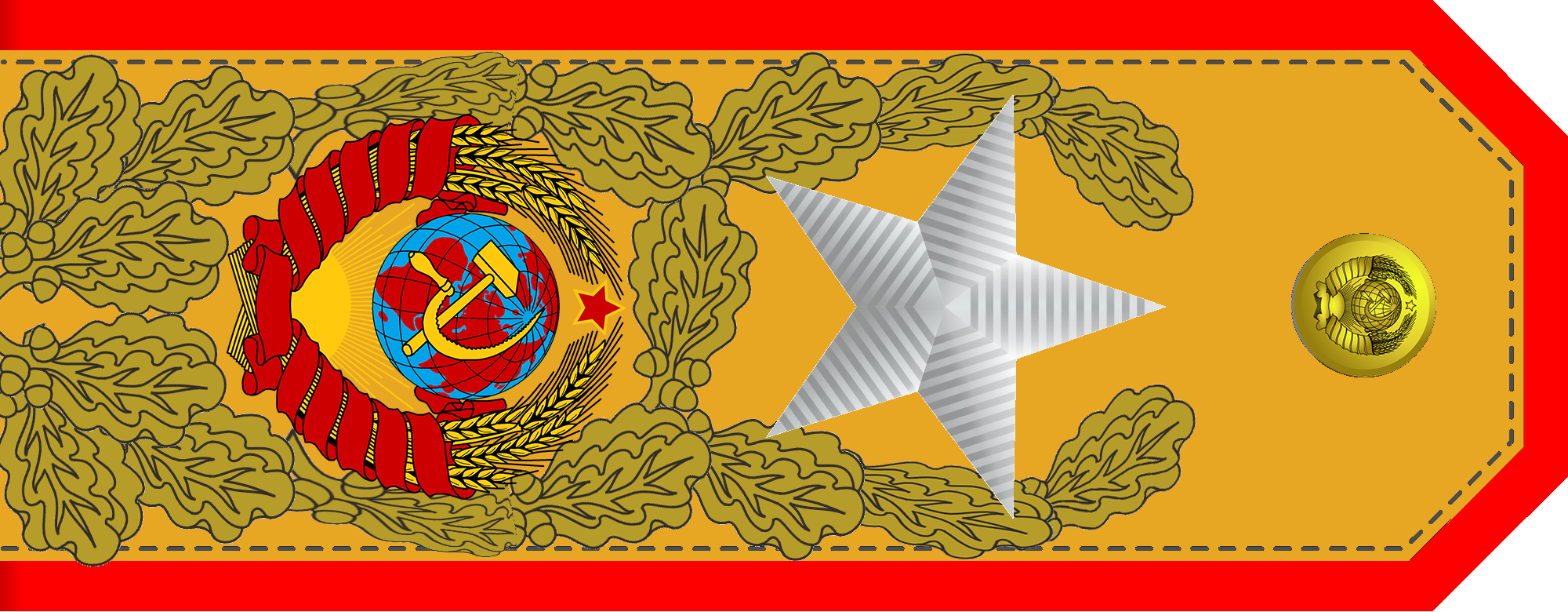
Variante 4
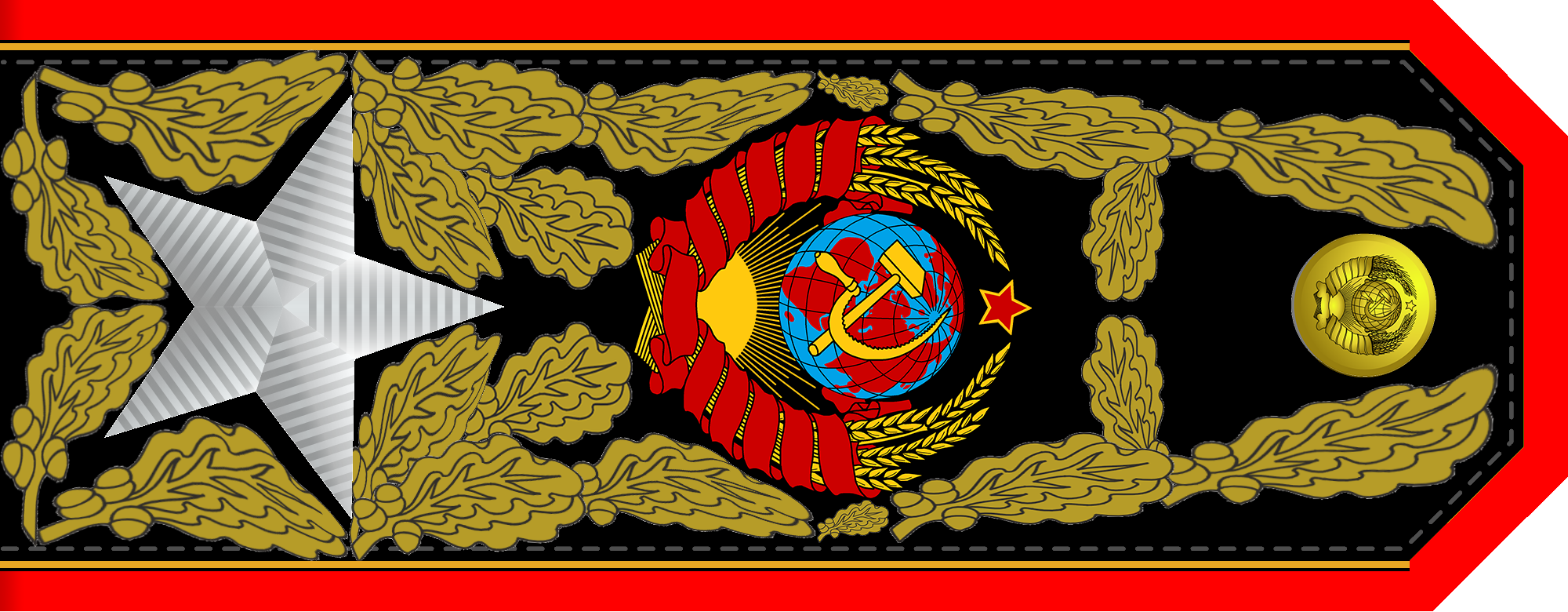
Variante 5